# Cheri Oteri
Cheri Oteri est une actrice et scénariste américaine, née le 19 septembre 1962 à Philadelphie, (Pennsylvanie, États-Unis).

## Filmographie

### Comme actrice
- 1995 : Saturday Night Live : Various/Arianna/Barbara Walters
- 1997 : Menteur, menteur (Liar Liar) : Jane
- 1997 : Austin Powers (Austin Powers: International Man of Mystery) : Flight Attendant
- 1997-1999 : Voilà ! : Cindy
- 1998 : Small Soldiers : Globotech Telephone Operator
- 1998 : Hercule : Hercules and the Jilt Trip
- 1999 : L'Association du mal (Lured Innocence) : Molly
- 1999 : Inspecteur Gadget (Inspector Gadget) : Mayor Wilson
- 2000 : Love & Sex : Mary
- 2000 : Scary Movie : Gail Hailstorm
- 2000 : Strangers with Candy : Hillary
- 2001 : Sol Goode : Bernadette Best
- 2001 : Loomis (téléfilm)
- 2001 : Ally McBeal : Melissa
- 2002 : Larry et son nombril : Martine
- 2003 : With You in Spirit (téléfilm) : Montana
- 2003 : Dumb and Dumberer : Quand Harry rencontra Lloyd (Dumb and Dumberer: When Harry Met Lloyd) : Mme Heller
- 2004 : Surviving Eden : Maria Villanova
- 2005 : Smile (en) de Jeffrey Kramer : Linda
- 2005 : Stephen's Life (téléfilm) : Principal Ainsley
- 2006 : Southland Tales : Zora Carmichaels
- 2006 : Park : Claire
- 2006 : Lucas, fourmi malgré lui (The Ant Bully) : Doreen Nickle (voix)
- 2008 : Surveillance : la maman de Stephanie
- 2008 : Blonde et dangereuse : Jeter
- 2008 : Boston Justice : Martha Headly
- 2008-2010 : Le Monde selon Tim : Blobsnark
- 2008-2012 : Easy to Assemble (en) : Gigi
- 2009 : The Tale of RJ : la maman de RJ
- 2009 : Sit Down, Shut Up : Helen Klench / Parrot
- 2010 : Glory Daze : la maman de Joel
- 2010 : Glenn Martin, DDS : Kirsty
- 2011 : A Great Catch : Tiffany/Carol
- 2011 : And They're Off : Dee
- 2012 : Dan Vs. : Honey O'Houlihan
- 2012 : Bad Parents : Melissa
- 2012 : The New Normal : Carla
- 2012 : Worst Album Covers Ever: The Brailettes : Maggie
- 2013 : Copains pour toujours 2 : Penny
- 2013 : Jessie : Mme Falkenberg
- 2013 : Un dernier tour pour Noël (téléfilm) : Gayle Matthews
- 2016 : Scream Queens : Sheila Baumgartner
- 2017-2023 : Le Monde de Bingo et Rolly : Esther Exposition (voix)

### Comme scénariste
- 2001 : Loomis (téléfilm)